# Стара џамија на Сватовској главици
Стара џамија на Сватовској главици у Ластви налази се на подручју града Требиња. Харем џамије заједно са старим нишанима проглашен је за национални споменик Босне и Херцеговине. Ту одлуку комисија је донела на седници одржаној од 16. до 18. децембра 2015. годинеа сама џамија не ужива режим заштите утврђен овом одлуком.

## Опште информације
Џамија у Ластви код Требиња налази се истурена на југоисточној граници Босне и Херцеговине према Црној Гори. Удаљена је свега 12 километара од Црне Горе, на путу Требиње — Никшић. Подигнута је 1816/1817. године, имала је трем. Први имам од 1867. био је Ибрахим (Омер) Халифа, из породице Агбабића.
По трећи пут срушена је 1993. године, а камен развучен и разбацан. Поново је изграђена 2010. године. Обнову је финансирао Адамир Јерковић. После обнове добила је име по њеном обновитељу и вакифу и уписана у земљишне књиге општине Требиње под тим именом. Године 2020. године за Курбан-бајрам џамија је добила мунару. Налази се на сликовитом брежуљку, унутар мезарја, а сам харем је опасан оградом која је новијег датума.
Код обнове је потпуно поштован њен ранији изглед. Унутрашњост је димензија 5,60 х 5,60 метара, трем је 2,00 х 5,60 метара. Зидана је каменом и малтерисана. Овде је уклесан 114. ајет из кур’анске суре Ел-Бекаре.